# 예측 자리올림수 장치
예측 자리올림수 장치(lookahead carry unit, LCU)는 디지털 회로 설계에서 가산기 장치의 계산시간을 감소시키기 위해 사용하는 논리 장치이고 자리올림수 예측 가산기(CLA)와 연결하여 사용한다.

## 16 비트 가산기
4개의 4 비트 자리올림수 예측 가산기를 조합에 의하여, 16 비트 가산기는 만들어질 수 있다. 그러나 추가적인 논리가 예측 자리올림수 장치의 형태로 필요하다. 하나의 4 비트 자리올림수 예측 가산기는 아래처럼 보인다:

4 비트 자리올림수 예측 가산기

예측 자리올림수 장치는 각 4개의 자리올림수 예측 가산기로부터 전달되는 그룹 ({\displaystyle PG})과 생성되는 그룹 ({\displaystyle GG})를 수용한다. 그러면 예측 자리올림수 장치는 각각의 자리올림수 예측 가산기에 적합한 자리올림수 예측을 생성한다.
ith 자리올림수 예측 가산기로부터 {\displaystyle P_{i}}가  {\displaystyle PG}이고 {\displaystyle G_{i}}가 {\displaystyle GG}이라고 가정해 보자. 그러면 출력 자리올림 비트는 다음과 같다.
{\displaystyle C_{4}=G_{0}+P_{0}\cdot C_{0}}
{\displaystyle C_{8}=G_{1}+P_{1}\cdot C_{4}}
{\displaystyle C_{12}=G_{2}+P_{2}\cdot C_{8}}
{\displaystyle C_{16}=G_{3}+P_{3}\cdot C_{12}}
{\displaystyle C_{8}}에  {\displaystyle C_{4}}를, {\displaystyle C_{12}}에 {\displaystyle C_{8}}을, 그리고 {\displaystyle C_{16}}에 {\displaystyle C_{12}}를 대치하여 채운 확장 방정식은 다음과 같다:
{\displaystyle C_{4}=G_{0}+P_{0}\cdot C_{0}}
{\displaystyle C_{8}=G_{1}+G_{0}\cdot P_{1}+C_{0}\cdot P_{0}\cdot P_{1}}
{\displaystyle C_{12}=G_{2}+G_{1}\cdot P_{2}+G_{0}\cdot P_{1}\cdot P_{2}+C_{0}\cdot P_{0}\cdot P_{1}\cdot P_{2}}
{\displaystyle C_{16}=G_{3}+G_{2}\cdot P_{3}+G_{1}\cdot P_{2}\cdot P_{3}+G_{0}\cdot P_{1}\cdot P_{2}\cdot P_{3}+C_{0}\cdot P_{0}\cdot P_{1}\cdot P_{2}\cdot P_{3}}
{\displaystyle C_{4}}는 두 번째 자리올림수 예측 가산기의 입력 자리올림수에 대응한다. {\displaystyle C_{8}}는 세 번째 자리올림수 예측 가산기에 대응하며 {\displaystyle C{12}}는 네 번째 자리올림수 예측 가산기에 대응하고 {\displaystyle C_{16}}는 범람하는 자리올림 비트이다.
게다가, 예측 자리올림수 장치는 자신의 전달되는 것과 생성되는 것을 계산할 수 있다:

예측 자리올림수 가산기를 지닌 16 비트 가산기

{\displaystyle P_{LCU}=P_{0}\cdot P_{1}\cdot P_{2}\cdot P_{3}}
{\displaystyle G_{LCU}=G_{3}+G_{2}\cdot P_{3}+G_{1}\cdot P_{3}\cdot P_{2}+G_{0}\cdot P_{3}\cdot P_{2}\cdot P_{1}}

## 64 비트 가산기
4개의 자리올림수 예측 가산기와 한개의 예측 자리올림수 장치의 조합으로 16 비트 가산기를 만든다. 4개의 이러한 장치들은 64 비트 가산기 형태로 조합될 수 있다. 추가적인 (두 번째 단계) 예측 자리올림수 장치는 각각의 예측 자리올림수 장치로부터 전달하는 것 ({\displaystyle P_{LCU}})과 생성하는 것 ({\displaystyle G_{LCU}})을 수용하는 것이 필요하고 두 번째 단계의 예측 자리올림수 장치가 생성한 네 개의 자리올림수 출력은 첫 번째 단계의 예측 자리올림수 장치에 들어간다.

두 번째 단계의 예측 자리올림수 가산기를 지닌 64 비트 가산기

## 참고 도서
- 랜디 캐이츠 (1994년), 동시 동작하는 논리 설계. 밴저민/구밍 출판사, 249-256. 디지털 객체 식별자 10.1016/0026-2692(95)90052-7 ISBN 0-8053-2703-7.